# Francis Connolly
Francis Connolly (Francis Edward „Frank“ Connolly; * 9. März 1873 in South Boston; † 7. Juli 1936 in Wilmington, Massachusetts) war ein US-amerikanischer Weit- und Dreispringer.
Bei den Olympischen Zwischenspielen 1906 in Athen kam er im Dreisprung auf den sechsten und im Weitsprung auf den 25. Platz.
Sein Bruder James Connolly wurde 1896 Olympiasieger im Dreisprung.

## Persönliche Bestleistungen
- Weitsprung: 6,41 m, 1900
- Dreisprung: 14,22 m, 20. März 1905